# Joseph Yodoyman
Joseph Yodoyman född 1950, död 1993 ,regeringschef i Tchad 20 maj 1992- 7 april 1993.